# Episodi di Sorridi, piccola Anna
La serie animata Sorridi, piccola Anna (こんにちは アン?, Konnichiwa Anne) è stata prodotta nel 2009 dalla Nippon Animation in 39 episodi e fa parte del progetto World Masterpiece Theater (世界名作劇場?, Sekai meisaku gekijō). La storia è tratta dal romanzo Sorridi, piccola Anna dai capelli rossi, scritto nel 2008 dall'autrice canadese Budge Wilson come antefatto della serie di romanzi dedicati ad Anna dai capelli rossi di Lucy Maud Montgomery.

## Episodi
| Nº | Titolo italiano Giapponese 「Kanji」 - Rōmaji - Traduzione letterale | In onda           | In onda          |
| Nº | Titolo italiano Giapponese 「Kanji」 - Rōmaji - Traduzione letterale | Giapponese        | Italiano         |
| 1  | Anna dai capelli rossi 「赤毛のアン」 - Akage no An – "Anna dai capelli rossi" | 5 aprile 2009     | 25 ottobre 2010  |
| 1  | La piccola Ann Shirley, una bambina di sei anni, è stata accolta a casa dei Thomas dopo la morte dei genitori quando aveva pochi mesi. Bert Thomas è quasi sempre ubriaco e durante un litigio con la moglie Joanna, rompe una preziosa spilla che gli era stata affidata dalla ricca ed arcigna signora Minton perché la riparasse. Bert obbliga Ann ad assumersi la colpa sperando che la signora Minton, commossa da una bambina piangente che chiede perdono, non chieda i danni alla povera famiglia Thomas. Le cose non vanno esattamente come Bert si aspettava, ma alla fine Ann riceve dalla signora Minton un gattino in regalo. |                   |                  |
| 2  | Il suo nome è Anna 「アンという名前」 - An toiu namae – "Il suo nome è Anna" | 12 aprile 2009    | 26 ottobre 2010  |
| 2  | Ann scopre che Eliza, la figlia maggiore dei Thomas, porta il nome della nonna, inoltre i nomi di Orace ed Edward, i due dispettosi figli minori dei Thomas, sono stati scelti da Bert, loro padre. Si chiede quindi chi mai possa aver scelto il suo, che considera banale e alla fine di una movimentata giornata la signora Thomas le rivela che il suo vero nome, Anna con la "a" finale (e non Ann come fino ad allora era stata sempre chiamata), è stato scelto proprio da suo padre. |                   |                  |
| 3  | Una casetta gialla 「小さな黄色い家」 - Chiisa na kiiroi ie – "La piccola casa gialla" | 19 aprile 2009    | 27 ottobre 2010  |
| 3  | Bert ha di nuovo perso il lavoro, ma riesce ad ottenere un appuntamento per un colloquio di lavoro in città. Anna, che lo accompagna, approfitta dell'occasione per andare a vedere la casetta gialla che era stata dei suoi genitori. |                   |                  |
| 4  | Il libro 「金色の泉」 - Kin'iro no izumi – "Primavera dorata" | 26 aprile 2009    | 28 ottobre 2010  |
| 4  | Ad Anna viene proposto di tener compagnia alla piccola e viziata sorella minore di Roger Emerson, uno dei ragazzi più ricchi ed ambiti della cittadina. Alla fine della giornata la madre di Roger regala ad Anna un prezioso libro, il suo primo libro, come ricompensa. |                   |                  |
| 5  | L'amore di Eliza 「エリーザの恋」 - Eriiza no koi – "L'amore di Eliza" | 3 maggio 2009     | 29 ottobre 2010  |
| 5  | Roger ha sempre avuto un debole per Eliza, nonostante lei sia poverissima. Deve però partire per un lungo periodo di lavoro in Inghilterra e chiede alla ragazza di sposarlo e di seguirlo nel suo trasferimento. Eliza è tentata di acconsentire, ma vorrebbe portare con sé la piccola Anna: la madre e lo stesso Roger sono però contrari e la ragazza non sa cosa fare perché è molto affezionata alla bambina e non la vorrebbe lasciare. |                   |                  |
| 6  | Una decisione sofferta 「希望は生まれる」 - Kibō ha umare ru – "È nata La speranza" | 10 maggio 2009    | 1º novembre 2010 |
| 6  | Eliza chiede consiglio al padre Bert, che le dice di non rinunciare alla sua felicità con Roger perché un giorno se ne sarebbe pentita. Anna, che sperava di andarsene finalmente da quella casa, quando scopre che Eliza l'avrebbe abbandonata si sente tradita, non le rivolge più la parola e non la saluta neppure quando Eliza parte con Roger per l'Inghilterra per non tornare mai più. Anna è disperata, ma proprio lo stesso giorno la signora Thomas dà alla luce un bambino e Bert, un po' per consolarla, le chiede di scegliere il nome. Anna, che fino a poche ore prima si era sentita soffocare dalla disperazione di essere rimasta sola, come se il mondo fosse stato sommerso dall'acqua, ora è di nuovo lieta e dà al piccolo il nome Noah. |                   |                  |
| 7  | La rosa più bella 「木枯らしとバラの花」 - Kogarashi rashito bara no hana – "Il vento gelido dell'inverno e la rosa" | 17 maggio 2009    | 2 novembre 2010  |
| 7  | Adesso che Anna non ha più Eliza con cui confidarsi, trova in Kathy Maurice una nuova amica con cui parlare. In realtà Kathy non è altro che la sua immagine riflessa nel vetro di una vecchia libreria, che Anna con la sua fantasia immagina invece sia un'altra bambina in attesa delle sue confidenze. La vecchia e scorbutica signora Minton ha bisogno di qualche aiuto in casa ed Anna si offre di darle una mano. Poco a poco la bambina, con il suo ottimismo nonostante le avversità della vita, comincia a ricordare alla signora Minton sua figlia Rosa, morta di malattia trent'anni prima quando aveva circa la sua età, e il vecchio cuore della donna, ormai inaridito datanti anni di solitudine, comincia a sciogliersi. |                   |                  |
| 8  | Una musica quasi dimenticata 「遠い調べ」 - Tooi shirabe – "Osservare da lontano" | 24 maggio 2009    | 3 novembre 2010  |
| 8  | Bert sembra che abbia messo la testa a posto, si è trovato un lavoro e non si ubriaca più. Un giorno però si rende improvvisamente conto di essere un fallito e di aver tradito tutte le aspettative che quando era giovane gli altri avevano riposto in lui. Ricade nell'alcool, picchia il suo superiore e viene licenziato. Bert è un uomo finito, torna nottetempo a casa completamente ubriaco distruggendo tutti i mobili, compreso il vetro dietro il quale abitava Kathy Maurice, l'amica immaginaria di Anna. La bambina che ha assistito alla scena terribile, terrorizzata e nascosta sotto le coperte, non può far altro che aiutare Joanna a rimettere in ordine la casa, mentre gli altri bambini, ancora ignari, stanno dormendo. |                   |                  |
| 9  | Per il bene di Anna 「メアリーズビルへ」 - Meariizubiru he – "A Marysville" | 31 maggio 2009    | 4 novembre 2010  |
| 9  | Bert è ormai un uomo rovinato e nessuno in città è disposto ad offrirgli un lavoro. Solo la signora Minton, più che altro per il bene di Anna, gli dà una mano procurandogli un lavoro nella vicina città di Marysville. Mentre fervono i preparativi per il trasloco, Joanna riceve la visita di Jessy Glesson, una vecchia amica sua e di Bertha Shirley, la madre di Anna. La donna le propone di prendersi cura di Anna, ma Joanna, pensa egoisticamente che la bambina serve a lei per mandare avanti la casa e rifiuta l'offerta. È la seconda volta che Joanna antepone sé stessa al bene di Anna (aveva rifiutato anche che la bambina andasse a vivere con Eliza) e il pensiero di aver negato ad Anna la felicità provocherà nella donna un enorme rimorso, che l'accompagnerà per molti anni.                                                                            |                   |                  |
| 10 | Il misterioso venditore di uova 「不思議なタマゴ売り」 - Fushigi na tamago uri – "La vendita di uno strano uovo" | 7 giugno 2009     | 5 novembre 2010  |
| 10 | La casa di Marysville è vecchia e malandata, ma è meglio di quanto Joanna si aspettasse. Anna poi non sta più nella pelle perché ha una cameretta tutta per lei con una luminosa finestra. Per pulire un vecchio tappeto Anna però rovina la spazzola che Joanna usa per lavare le verdure, suscitando l'ira della donna. Il giorno dopo Anna fa la conoscenza di Robert Johnson, un vicino che vende le uova. In paese si mormora che sia un tipo strano, ma l'uomo rimane molto colpito dalla fantasia e dall'immaginazione della bambina e le promette di insegnarle a leggere cinque nuove parole ogni volta che lei verrà a comprare le uova. |                   |                  |
| 11 | Un girasole d'inverno 「冬のひまわり」 - Fuyu nohimawari – "Il girasole d'inverno" | 14 giugno 2009    | 8 novembre 2010  |
| 11 | Il signor Johnson chiede ad Anna di aiutarlo a pulire il pollaio. Con i soldi guadagnati per il lavoro, Anna può comprare una spazzola nuova a Joanna che, dopo tante insistenze, acconsente che in primavera la bambina possa frequentare la scuola, ma solo per tre giorni la settimana. |                   |                  |
| 12 | Il primo giorno di scuola 「はじめての学校」 - Hajimeteno gakkō – "Il primo giorno di scuola" | 21 giugno 2009    | 9 novembre 2010  |
| 12 | Finalmente è primavera e Anna va per la prima volta a scuola. Nonostante sappia a malapena a leggere e scrivere grazie alle lezioni di Robert Johnson, Anna dimostra subito una spiccata intelligenza ed è subito presa in simpatia dalla maestra Melissa Henderson. Non tutti i compagni di scuola sembrano però apprezzare la nuova alunna, soprattutto Mildred, la figlia del sindaco. |                   |                  |
| 13 | Una nuova amica 「サディという友達」 - Sadei toiu tomodachi – "L'amica Sedi" | 28 giugno 2009    | 10 novembre 2010 |
| 13 | Mildred, con l'aiuto del suo compagno Randolph, tenta di far incolpare Anna del furto della sua preziosa spilla, ma le cose non vanno come aveva progettato. Intanto Anna stringe amicizia con Sadie una bambina con la madre malata che deve accudire ai fratelli più piccoli e perciò può frequentare solo saltuariamente le lezioni. |                   |                  |
| 14 | Il sogno di Randolph 「ランドルフの夢」 - Randorufu no yume – "Il sogno di Randolph" | 5 luglio 2009     | 11 novembre 2010 |
| 14 | La maestra assegna un tema su che cosa i ragazzi vorrebbero diventare da grandi e Randolph consegna il compito in bianco. Il padre infatti vorrebbe che lui diventasse avvocato, ma il ragazzino desidererebbe diventare agricoltore come il padre, però non ha il coraggio di confessarlo. Tutto questo però causa un avvicinamento tra Randolph ed Anna, che con i suoi consigli darà finalmente al ragazzino la forza di parlare francamente con suo padre. |                   |                  |
| 15 | Il picnic 「ピクニックに行こう！」 - Pikunikku ni iko u! – "Andiamo al picnic!" | 12 luglio 2009    | 12 novembre 2010 |
| 15 | La parrocchia organizza un picnic per i bambini, ma Anna non può parteciparvi perché la famiglia Thomas non ha mai potuto fare un'offerta alla chiesa. Bert però, intuendo il grande desiderio di Anna, organizza lui stesso un picnic per la famiglia, trasformandolo quindi in un evento indimenticabile. |                   |                  |
| 16 | Più libri 「もっと書物を！」 - Motto shomotsu wo! – "Più libri!" | 19 luglio 2009    | 15 novembre 2010 |
| 16 | La maestra Melissa Henderson, con l'aiuto del signor Johnson, l'"uomo delle uova" organizza la recita Re Artù per guadagnare qualche soldo da utilizzare per l'acquisto dei libri per la biblioteca di classe. Mildred si lamenta però con i genitori per non aver avuto la parte di Ginevra a scapito di Anna e il padre, sindaco della cittadina, fa annullare la recita e sospendere l'insegnante. |                   |                  |
| 17 | Tutti in scena 「私たちの舞台」 - Watashitachi no butai – "Il nostro spettacolo" | 26 luglio 2009    | 16 novembre 2010 |
| 17 | Nonostante l'annullamento della recita, i ragazzi decidono di metterla lo stesso in scena durante un'assemblea cittadina. Gli abitanti del villaggio, all'inizio perplessi, alla fine restano entusiasti del lavoro dei loro figli e raccolgono molti soldi per la biblioteca di classe. Il sindaco non può far altro che assecondare la cittadinanza e reintegra la signorina Melissa nel suo incarico di maestra. |                   |                  |
| 18 | Un futuro più roseo 「恋のゆくえ」 - Koi noyukue – "Lezioni sull'amore" | 2 agosto 2009     | 17 novembre 2010 |
| 18 | Il signor Johnson due anni prima era fidanzato con una ragazza che però aveva sposato il fratello di lui; per questo l'"uomo delle uova" si era ritirato nel piccolo villaggio per coltivare la terra e per dipingere, crogiolandosi nella sua solitudine. Anna però si accorge che la maestra è attratta da lui e fa di tutto per farli diventare amici. L'uomo inizialmente reagisce respingendo tutti e rinchiudendosi ancora di più in sé stesso, ma Anna, con una finta lettera di Melissa che è invece proprio la bambina a scrivere, gli fa capire che forse la felicità è a portata di mano. |                   |                  |
| 19 | Un tè molto triste 「悲しいお茶会」 - Kanashi io chakai – "Tè malinconico" | 9 agosto 2009     | 18 novembre 2010 |
| 19 | Sono ormai passati sei mesi da quando Anna ha iniziato a frequentare la scuola ed è diventata molto popolare tra i compagni, che non si stancano mai di ascoltare i racconti che inventa. Tutto questo però a scapito di Mildred, che lentamente viene esclusa da tutti. Mildred ha sempre subito la pressione dei genitori: avere le amicizie giuste e i comportamenti giusti, ma ora si rende conto di essere rimasta sola. Nonostante i genitori glielo abbiano proibito, si reca ad un piccolo rinfresco che Anna aveva organizzato nel boschetto vicino alla scuola e lì le due bambine si chiariscono e si rappacificano. Al ritorno a casa Mildred, che si aspetta di essere sgridata dalla madre, si rattrista quando scopre che la donna non ha tempo neppure per questo, presa com'è da un ricevimento a cui sta andando, ma almeno ora sa che ha in Anna una vera amica. |                   |                  |
| 20 | La trappola 「危険な罠」 - Kiken na wana – "Trappola pericolosa" | 16 agosto 2009    | 19 novembre 2010 |
| 20 | È passato un anno da quando Anna si è trasferita con la famiglia Thomas a Marysville. La maestra Melissa Henderson annuncia che il suo periodo di supplenza è terminato e che verrà presto sostituita dall'insegnante titolare. Anna è disperata, ma diventa meno triste quando scopre che Melissa e l'"uomo delle uova" sono innamorati e che si sposeranno. Intanto Bert cade in una trappola tesagli da un losco individuo e viene incolpato del furto di pellicce dal magazzino presso cui lavorava. |                   |                  |
| 21 | Ritorna la neve 「さよならの雪」 - Sayonara no yuki – "Arrivederci neve" | 23 agosto 2009    | 22 novembre 2010 |
| 21 | Alcuni dei malviventi vengono catturati e dagli interrogatori risulta che Bert è stato ingannato ed è estraneo alla vicenda. Bert quindi non viene consegnato alla polizia, ma viene licenziato perché parzialmente responsabile del furto, inoltre dovrà pagare un ingente risarcimento alla ditta. Bert è rovinato e si rifugia nuovamente nell'alcol, Joanna deve necessariamente trovarsi un lavoro per tirare avanti lasciando tutta la casa sulle spalle di Anna, che non può più andare a scuola e non ha neppure il tempo di studiare. Quando Melissa Henderson e Robert Johnson partono da Marysville, vorrebbero portare Anna con loro, ma la bambina, che non se la sente di abbandonare i figli dei Thomas in quel momento così drammatico, rifiuta. |                   |                  |
| 22 | Un ospite straordinario 「素晴らしいお客様」 - Subara shiio kyakusama – "Un grande cliente" | 30 agosto 2009    | 23 novembre 2010 |
| 22 | È passato un anno: è il terzo inverno che la famiglia Thomas passa a Marysville ed Anna ha ormai nove anni. Nonostante gli ex compagni di scuola continuino a passarle i quaderni con i compiti assegnati dal nuovo maestro, la bambina non ha più il tempo di studiare, presa com'è dall'andamento della casa. Un giorno, dopo aver aiutato un forestiero a col calesse bloccato dalla neve, scopre che questi era un ex alunno di suo padre e si fa raccontare qualcosa di lui. |                   |                  |
| 23 | L'incidente 「小さな命」 - Chiisa na inochi – "Una piccola vita" | 6 settembre 2009  | 24 novembre 2010 |
| 23 | Il piccolo Noah rimane accidentalmente sepolto per qualche minuto sotto un mucchio di neve caduto dal tetto e rischia la vita. Nonostante la bufera che inizia ad imperversare, Bert va alla ricerca del dottore a rischio della vita. Fortunatamente il dottore riesce a salvare il bambino. |                   |                  |
| 24 | La magia del Natale 「クリスマスの魔法」 - Kurisumasu no mahō – "Magico Natale" | 13 settembre 2009 | 25 novembre 2010 |
| 24 | Dopo lo scampato pericolo la famiglia Thomas è di nuovo riunita e Bert, col ricavato della vendita delle sue vecchie scarpe da ballerino (e grazie anche alla generosità degli abitanti della cittadina) riesce a comprare dei regali per tutti. Dopo la notte di Natale per Bert sembra aprirsi una vita nuova e parte di buon ora seguendo le rotaie del treno per andare in città e trovarsi finalmente un lavoro. |                   |                  |
| 25 | Più freddo della neve 「雪よりも冷たく」 - Yuki yorimo tsumeta ku – "Più freddo della neve" | 20 settembre 2009 | 26 novembre 2010 |
| 25 | Bert non si accorge del sopraggiungere del treno e viene investito in pieno morendo sul colpo. Improvvisamente tutto il carico della famiglia grava sulle spalle di Anna, l'unica in grado di trattenere la disperazione e ad occuparsi delle mille incombenze della casa. Dopo il funerale però il suo destino è ormai segnato: i genitori di Joanna potranno accogliere la figlia ed i nipoti in casa loro, ma Anna dovrà andare in orfanotrofio. |                   |                  |
| 26 | La partenza 「さようならトーマス家」 - Sayonara Toomasu ie – "Addio casa Thomas" | 27 settembre 2009 | 29 novembre 2010 |
| 26 | Quando ormai sembra che per Anna non vi sia altro che l'orfanotrofio, a casa Thomas si presenta il signor Hammond, che ha sentito parlare di Anna nella cittadina e che ha bisogno di un aiuto per la moglie incinta e i suoi numerosi figli. Joanna sceglie per Anna il male minore e affida la bambina all'uomo. |                   |                  |
| 27 | Una fredda accoglienza 「ひとりぼっちのアン」 - Hitoribocchino An – "La solitudine di Anna" | 4 ottobre 2009    | 30 novembre 2010 |
| 27 | La signora Charlotte Hammond accoglie molto freddamente Anna, che si dimostra però indispensabile proprio quella notte, quando la donna inizia un travaglio prematuro. Anna riesce a contattare la levatrice che salva la donna e i suoi due gemelli. Da quel momento Anna si dovrà occupare delle faccende di casa e degli otto figli dei Hammond, tra cui tre coppie di gemelli. |                   |                  |
| 28 | La magia dei libri 「ひとりきりの授業」 - Hitorikirino lesson – "Una lezione solitaria" | 11 ottobre 2009   | 1º dicembre 2010 |
| 28 | Sono ormai passati tre mesi da quando Anna è andata a stare dagli Hammond, ma la bambina non si sente accettata e praticamente non parla mai con nessuno. Trova conforto soltanto in alcuni libri che scopre in una cassa in cantina e in Violetta, il nome che dà alla sua eco nella vallata, l'unica amica immaginaria disposta ad ascoltare le sue confidenze. Finalmente la signora Hammond acconsente che Anna si rechi per un giorno a scuola, ma quando la bambina entra in classe scopre che è deserta tranne che per il maestro che sta correggendo dei compiti, perché sono iniziate le vacanze estive. Il maestro si fa raccontare da Anna tutta la sua vita e racconta a sua volta le meraviglie dell'isola da cui proviene, l'Isola del Principe Edoardo. La bambina finalmente ha trovato qualcuno con cui parlare veramente.                                         |                   |                  |
| 29 | Una giornata speciale 「ハガティさんの秘密」 - Hagatei sanno himitsu – "Il segreto di Hagerty" | 18 ottobre 2009   | 2 dicembre 2010  |
| 29 | Siamo in ottobre ed oggi è una giornata speciale. Anna lo sa perché la mattina ha notato di avere tre lentiggini in meno e quando capita poi accadono cose meravigliose. Charlotte Hammond dopo tanti mesi le dà di nuovo il permesso di andare a scuola, ma durante il cammino Anna incontra la signorina Haggerty, la vecchia levatrice e vedendola camminare con difficoltà si offre di accompagnarla a casa. La vecchia Hagerty le confessa di essersi ritirata dal lavoro, ma l'improvviso arrivo di due giovani sposi che le chiedono di aiutarli nella nascita del loro bambino che sarebbe avvenuta di lì a qualche mese e soprattutto le preghiere di Anna le fanno cambiare idea. Con la prospettiva di una nuova vita che sta per nascere la giornata sembra veramente speciale, ma la sera il signor Hammond si sente molto male.                                       |                   |                  |
| 30 | La casa del vento 「そよ風荘の思い出」 - Soyo kaze sō no omoide – "La brezza dei ricordi" | 25 ottobre 2009   | 3 dicembre 2010  |
| 30 | È marzo ed è ormai più di un anno che Anna abita dagli Hammond. Il signor Kendrick Hammond è sempre più immerso nel lavoro per poter trovare i soldi per tirare avanti con la sua numerosa famiglia. Il troppo lavoro sta però minando la salute dell'uomo, soggetto sempre più ad attacchi di cuore. Kendrick ha un sogno: portare un giorno la moglie e i figli in vacanza sul lago dove Charlotte passava da giovane le estati. Purtroppo quel giorno non arriverà mai perché un giorno Kendrick ha un fatale attacco di cuore e muore proprio sotto gli occhi di Anna. |                   |                  |
| 31 | La sola speranza 「ただひとつの希望」 - Tadahitotsuno kibō – "Un solo desiderio" | 2 novembre 2009   | 6 dicembre 2010  |
| 31 | Charlotte non sembra in grado di affrontare la situazione e i parenti arrivati per il funerale, si rendono conto che la famiglia è troppo numerosa, e che lei non avrebbe mai potuto farcela senza il marito. Per questo motivo si dividono i bambini, che quindi partono ognuno per una casa diversa. Rimane soltanto Anna, estranea alla famiglia e di cui nessuno su vuole occupare, e che è destinata ad essere mandata in orfanotrofio. |                   |                  |
| 32 | L'orfanotrofio 「最悪の始まり」 - Saiaku no hajimari – "L'inizio del peggioramento" | 9 novembre 2009   | 7 dicembre 2010  |
| 32 | Una volta arrivata all'orfanotrofio Anna, molto spaventata per la piega che ha preso la sua vita, entra subito in contrasto con le compagne, che nottetempo trafugano la sua borsa per vedere cosa conteneva. A causa però della distrazione di Tessa, il fienile dove si erano riunite di nascosto prende fuoco. L'incendio viene domato, ma gran parte del contenuto della borsa di Anna è distrutto. |                   |                  |
| 33 | Una notte spaventosa 「恐ろしい一夜」 - Osoro shii ichiya – "Notte di paura" | 15 novembre 2009  | 8 dicembre 2010  |
| 33 | Anna viene incolpata dell'incendio e viene rinchiusa nella "stanza della riflessione", uno stanzino buio che si dice sia infestato dal fantasma di Amy Thomson, una ragazzina morta tanti anni prima in un incendio. Spinta dal senso di colpa, Tessa raggiunge Anna attraverso un passaggio segreto che aveva scoperto per chiederle scusa. La mattina però la direttrice ha in mano alcune prove che le fanno supporre che Anna non sia la vera responsabile del disastro. |                   |                  |
| 34 | Una città sconosciuta 「遠い町へ」 - Tooi machi he – "In una lontana città" | 22 novembre 2009  | 9 dicembre 2010  |
| 34 | Anna fugge di nascosto dall'orfanotrofio, ma si trova in una città sconosciuta dove nessuno è disposta ad aiutarla, perciò la sera ritorna sui suoi passi. Confessa alla direttrice la fuga e Tessa rivela la verità sugli avvenimenti della notte precedente. Tutte le ragazze coinvolte, per punizione, dovranno occuparsi delle pulizie per un'ora al giorno per tre anni. Anna e Tessa vengono assegnate all'ufficio del direttore, ma Anna dopotutto è contenta, perché nonostante Tessa ritenga la punizione molto dura, per lei, abituata ad accudire a otto bambini, un'ora di pulizia non è nulla. |                   |                  |
| 35 | Le lacrime di Tessa 「テッサの涙」 - Tessa no namida – "Le lacrime di Tessa" | 29 novembre 2009  | 10 dicembre 2010 |
| 35 | Una notte davanti all'istituto viene abbandonata una bambina di qualche mese. Nonostante l'orfanotrofio sia a corto di fondi, la direttrice decide di tenerla e la affida ad Anna (che dimostra di essere esperta di bambini piccoli) e a Tessa, che dà alla bambina il nome di sua madre, Della. |                   |                  |
| 36 | La lettera 「希望の手紙」 - Kibō no tegami – "La lettera desiderata" | 6 dicembre 2009   | 13 dicembre 2010 |
| 36 | Sono passati quattro mesi da quando Anna è nell'istituto, ma non si è ancora integrata con le altre ospiti, ad esclusione di Tessa che continua ad aiutare per Della. Un giorno arriva dall'Isola di Prince Edward una lettera della signora Spencer che chiede di adottare una bambina e desidera prenderne anche un'altra di undici anni per dei suoi conoscenti, i Cuthbert. Le uniche bambine di undici anni sono Edna e Anna e la direttrice dovrà scegliere al più presto, perché la signora Spencer arriverà tra qualche giorno. |                   |                  |
| 37 | Un raggio di sole 「ひだまりに抱かれて」 - Hidamarini daka rete – "Nel posto soleggiato" | 13 dicembre 2009  | 14 dicembre 2010 |
| 37 | Edna è convinta che sua madre l'abbia abbandonata all'orfanotrofio, ma improvvisamente la donna ricompare e le racconta la verità: essendo molto malata e forse prossima alla morte, aveva preferito lasciarla in un luogo sicuro. Adesso che era in via di guarigione, era ritornata per rivederla. |                   |                  |
| 38 | La notizia più bella 「花咲ける朝に」 - Hanasaki keru asa ni – "Il fiore che sboccia al mattino" | 20 dicembre 2009  | 15 dicembre 2010 |
| 38 | Quando la madre di Edna guarirà definitivamente, la bambina potrà ritornare da lei. Anna viene quindi scelta per essere adottata dai Cuthbert, nell'isola del Prince Edward. |                   |                  |
| 39 | I semi della felicità 「プリンス・エドワード島へ」 - Purinsu Edowaado shima he – "L'isola di Prince Edward" | 27 dicembre 2009  | 16 dicembre 2010 |
| 39 | Anna riceve una visita inaspettata, Robert Johnson e Melissa Henderson, che stanno aspettando un bambino e che le portano alcune lettere di Eliza da Londra e della signora Thomas. Eliza ha avuto una bambina che ha chiamato Anna e Joanna le scrive dei suoi genitori e della loro casetta gialla. Finalmente arriva la signora Spencer, che prende con se la piccola Lily ed Anna per poi tornare nell'Isola di Prince Edward. La storia termina con il viaggio in battello che porterà Anna a Green Gables. |                   |                  |